# Gabriel Drăgan (muzician)
Gabriel Drăgan (n. 21 decembrie 1946 – d. 25 martie 1995) a fost vocalistul formației „Mondial”.

## Biografie
Gabriel Drăgan s-a născut la data de 21 decembrie 1946, în Ploiești și a studiat la liceul Mihai Viteazu, din același oraș. Mai târziu, începând cu anul 1966, a făcut parte din prima echipă a formației „Mondial”, în calitate de solist, alături de Radu Stoica. Mondial, având doi soliști, Gabriel Drăgan a adoptat un stil muzical liric, iar Radu Stoica, unul spre Rock'n'Roll. În 1969, Gabriel Drăgan compune una dintre melodiile de rezistență ale formației Mondial, "Atît de fragedă", pe versurile poetului Mihai Eminescu. Prima strofă nu este prezentă în melodie, pentru că cenzura a interzis înregistrarea acesteia, conform lui Dragoș Vasiliu, fost membru Mondial. Mai târziu, în 1971, Drăgan compune, tot pe versuri eminesciene, melodia "Departe sunt de tine", dar în această înregistrare, locul bateristului Florin Dumitru a fost luat de Mihai Cernea, iar cel al chitaristului Dragoș Vasiliu, a fost luat de către Vlad Gabrielescu. În anul 1970, Gabriel Drăgan participă la un turneu al formației prin URSS. 
La începutul lui noiembrie 1997 ia naștere la inițiativa lui Desideriu Horvath, vechi susținător și producător al „Mondialului”, „Fundația Mondial”, în al cărei responsabilități intră organizarea festivalului „Iubire- bibelou de porțelan”, în memoria lui Gabriel Drăgan. Tot în memoria regretatului Gabriel Drăgan, formația Mondial se reunește în anul 1998, noua componență fiind următoarea:
- Soliști: Claudiu Mirică și Radu Ghencea
- Orgă: Mircea Drăgan și Romeo Vanica
- Baterie: Mihai Cernea
- Chitară solo: Doru Tufiș
- Chitară bas: Dragoș Vasiliu
- Chitară ritmică: Vlad Gabrielescu

## Compoziții
- „Atât de fragedă”[2], pe versuri de Mihai Eminescu

## Alte compoziții -interpret
- Gabriel Drăgan: Remember Mondial - album integral[3]